# Protea caespitosa
Protea caespitosa är en tvåhjärtbladig växtart som beskrevs av Gábor Gabriel Andreánszky. Protea caespitosa ingår i släktet Protea och familjen Proteaceae. Inga underarter finns listade i Catalogue of Life.